# クーパー・タイヤ・アンド・ラバー
クーパー・タイヤ・アンド・ラバー・カンパニー (Cooper Tire & Rubber Company) は、アメリカ合衆国のゴム、タイヤメーカー。乗用車およびトラック用タイヤの製造販売を行い、子会社はオートバイ用タイヤやレース用タイヤを製造販売している。本社はオハイオ州フィンドレーに所在し、世界中に60の生産設備、販売会社、技術開発および設計設備を有する。
クーパーはまた、イギリスのエイヴォン・タイヤブランドを所有している。同ブランドではオートバイ、4輪のレース用タイヤを製造している。
同社のスローガンは「The tire with two names....the company and the man who built it.」である。

## 歴史
クーパー・タイヤはアメリカ合衆国を拠点とするタイヤ会社としてグッドイヤーに次いで2番目の規模である。
2021年6月、グッドイヤーによる買収が完了したことが発表された。

## タイヤブランド

### クーパー・タイヤ
クーパー・タイヤはクーパー (Cooper) のブランド名で乗用車向けラジアルタイヤやSUV用タイヤ（Sport Utility Vehicle,スポーツ用多目的車）及び商用トラック用タイヤの製造・販売を行っている。本社は米国オハイオ州フィンドレーに所在し、市場シェアは北米5位（世界13位）の規模を誇るメーカー。日本市場は三興メイビス株式会社が取り扱い、2020年10月から輸入タイヤ通販のオートウェイがインターネットでCOOPERタイヤの販売を開始した。

### エイヴォン・タイヤ
1997年、エイヴォン・ラバー社はタイヤ製造部門をクーパー・タイヤ・アンド・ラバーに売却し、現在は同社のタイヤブランドである。エイヴォン・ラバーは自動車部品、工業製品、および保護具の基幹的事業に集中した。クーパー・タイヤはイギリス、メルクシャム中央部でエイヴォン・ブランドのタイヤ生産を行っていたが、2023年末までにメルクシャム工場を閉鎖する計画を発表した。
エイヴォンは既に生産が終了しているレーシングマシン用のタイヤを生産・供給している。

### その他
エイヴォンに加え、クーパー・タイヤはディーン (Dean)、マスタークラフト (Mastercraft)、スターファイア (Starfire) のブランド名でタイヤ製造を行っている。

## モータースポーツ

### 現行の供給カテゴリー
- インディ・ライツ

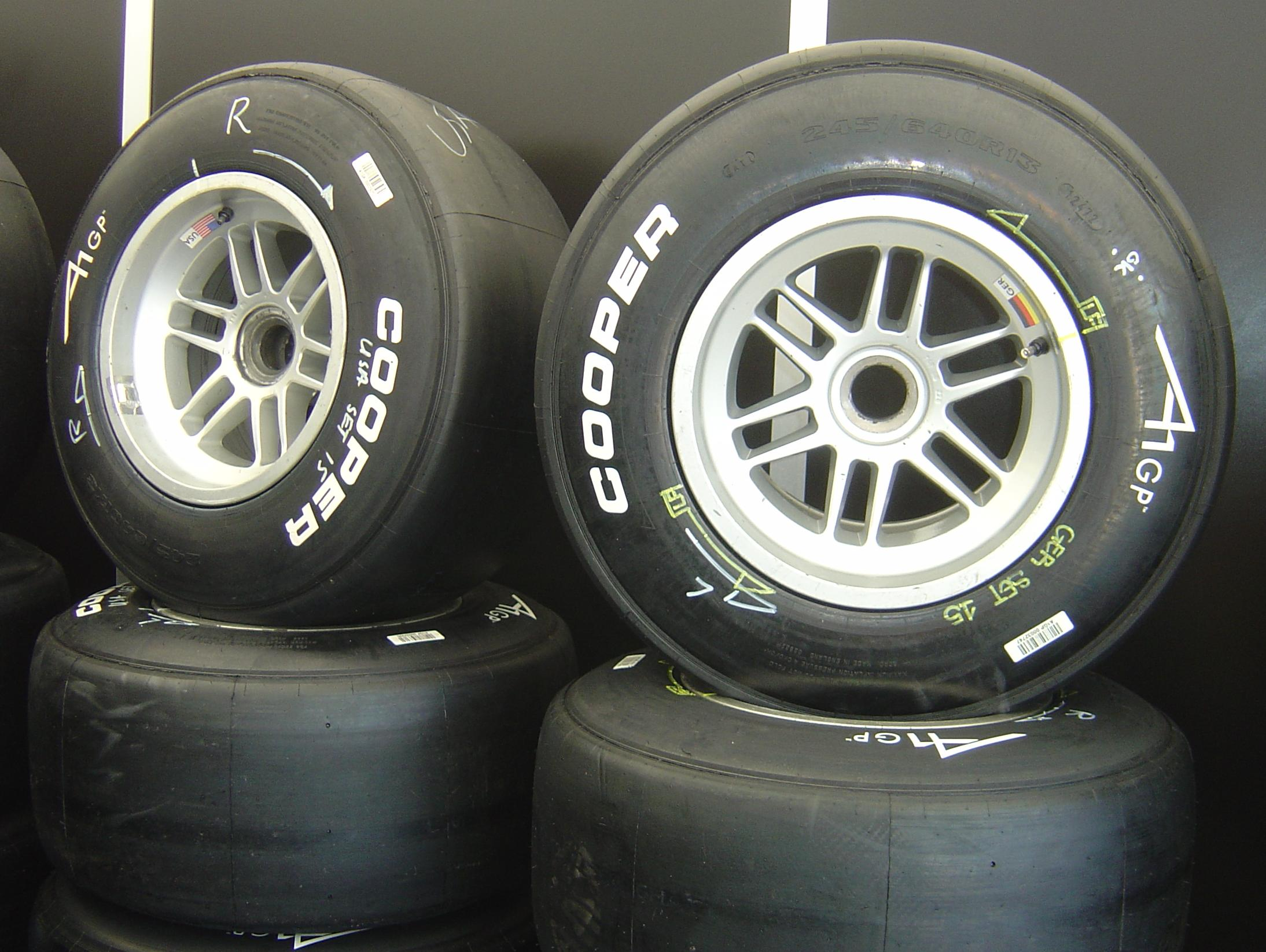
レーシングタイヤ（A1グランプリ）

- イギリス・フォーミュラ3選手権(2014年まで)
- プロ・マツダ・チャンピオンシップ
- U.S.F2000・ナショナルチャンピオンシップ[7]
- IMSA・プロトタイプ・ライツ
- フォーミュラ・ドリフト
- カナディアン・ドリフト・シリーズ

### 過去の供給カテゴリー
- フォーミュラ1世界選手権(1954年および1956-1959年までエイヴォン・タイヤ、1981年および1982年はクーパー・タイヤとして供給)
- 国際フォーミュラ3000選手権(1986年-2004年)
- A1グランプリ(2005年-2006年、2008年)
- アトランティック・チャンピオンシップ(2007年)
- フォーミュラ2選手権(2009年-2012年、エイヴォン・タイヤブランド)

2010年4月17日、クーパー／エイヴォン・タイヤはフォーミュラ・ワン・チームズ・アソシエーション (FOTA) に対して2011年シーズンのF1公式タイヤサプライヤーとしての提案書を提出したが、最終的にはピレリが選出された。

## 参照
1. ↑  “Profile for Cooper Tire Rubber”.   Yahoo. 2009年10月6日閲覧。
2. ↑  Rosenkrantz, Holly (2009年10月29日). “Labor Gains Obama Policies Cooper Tire-to-Walmart Companies Rue”.   Bloomberg. 2010年1月24日閲覧。
3. ↑  グッドイヤー、クーパータイヤの買収を完了。世界のタイヤ業界における地位を強化 - オートスポーツ・2021年6月8日
4. ↑  “Tires”.   Cooper Tires. 2009年12月19日閲覧。
5. ↑  Baker, John (2022年10月13日). “Cooper Tires to close Melksham factory with 350 job losses” (英語). This Is Wiltshire. 2022年10月21日閲覧。
6. ↑  “Cooper Tires - Associate Brands”. 2010年6月23日閲覧。
7. ↑  "IMSA, Cooper Tire align for partnership in Cooper Tires Prototype Lites Championship" (pdf) (Press release). International Motor Sports Association. 16 November 2009.